# Bangladeschische Badmintonmeisterschaft 1996
Die Bangladeschische Badmintonmeisterschaft 1996 war die 19. Austragung der nationalen Titelkämpfe im Badminton in Bangladesch.

## Sieger und Finalisten
| Disziplin    | Gold                                             | Silber                                               |
| ------------ | ------------------------------------------------ | ---------------------------------------------------- |
| Herreneinzel | Rasel Kabir Sumon (Biman)                        | Mahbubur Rob (Biman)                                 |
| Dameneinzel  | Alina Begum (Biman)                              | Ayesha Khatun Nuri (Biman)                           |
| Herrendoppel | Mahbubur Rob Sarwar Hossain (Biman)              | Rasel Kabir Sumon Kazi Hasinur Rahman Shakil (Biman) |
| Damendoppel  | Konika Rani Adhikary Sharmin Akthar Momo (Biman) | Alina Begum Nazia Akhter Juthi (Biman)               |
| Mixed        | Mahbubur Rob Nazia Akhter Juthi (Biman)          | Rasel Kabir Sumon Konika Rani Adhikary (Biman)       |